# Ternat (Belgique)
Pour les articles homonymes, voir Ternat.
Ternat, parfois Ternath en français, Le Natte en wallo-picard, est une commune néerlandophone de Belgique située en Région flamande dans la province du Brabant flamand.
Elle est née de la fusion des anciennes communes de Ternat, de Wambeek et de Sint-Katherina-Lombeek.

## Toponymie
Les anciennes formes du nom de la commune sont :  Nath  (1112.1268),  Le Natte  (1253, 1268 en wallo-picard,  Ternath  (1435). Le toponyme vient de l'histoire du village : un noyau de peuplement sur un sol humide, en effet, le nom Ternat est souvent associé à "nat" qui veut dire «humide», mais c'est peut-être un peu simple. Une autre explication de la signification pourrait être: «couture» ou «frontière» d'un domaine séculier ou spirituel dans le Brabant. Mais il faut plutôt considérer sérieusement une origine dans une langue romane, celtique ou une langue préhistorique disparue. On trouve encore parfois l’utilisation de l'orthographe Ternath dans le contexte francophone.
Ternath est aussi le nom d'un hameau de Meerbeke, qui appartenait également à l'abbaye de Nivelles et au Duché de Brabant.

## Sections de la commune
| # | Section                | Superf. (km²) | Habitants (2020) | Habitants par km² | Code INS |
| - | ---------------------- | ------------- | ---------------- | ----------------- | -------- |
| 1 | Ternat                 | 9,75          | 6.572            | 674               | 23086A   |
| 2 | Sint-Katherina-Lombeek | 6,39          | 6.765            | 1.058             | 23086C   |
| 3 | Wambeek                | 8,57          | 2.672            | 312               | 23086B   |

### Localités
Opalfene, Neeralfene, Steenvoort, Vitseroel, Sempst et Overdorp.

## Histoire
Via la section actuelle de Wambeek, l'histoire de Ternat remonte à l'année 877.
Ternat lui-même était déjà mentionné en 1112 comme faisant partie de la paroisse de Wambeek, il appartenait donc aussi à l'abbaye de Nivelles dans le duché de Brabant. En 1268, Ternat devint une paroisse séparée avec un l'église Notre-Dame.
Au plus tard au XIIe siècle, il y avait une tour de guet dans le cadre de la défense du duché de Brabant contre le comté de Flandre qui devint plus tard Cruykenbourg. La famille Wezemaal a construit ou renforcé la tour, ils étaient de fidèles alliés des ducs de Brabant-Lotharingie.
Au XIVe siècle, le chevalier Éverard t'Serclaes, échevins de la ville Bruxelles, fut également seigneur de Ternat. Il a chassé les troupes du comte Louis de Male de Bruxelles en 1356. Après avoir été assassiné en 1388, il a été enterré dans l'église en face du château.
Par mariage, la seigneurie de  Wambeke, Lombeke et Ternath  avec le château de Cruykenbourg est passée au XVIe siècle entre les mains d'une famille d'origine française les de Fourneau. Comme Cruykenbourg a été élevé au rang de comté en 1662, Wambeek, le siège de l'échevinat, a été progressivement évincé de la place dominante parmi les trois paroisses.
Après la disparition du comté de Cruykenbourg, vieux d'environ cent cinquante ans à la révolution, Ternat devint une municipalité séparée de Wambeek et Lombeek-Sainte-Catherine.
L'importance de Ternat à l'époque française est démontrée par le fait qu'un notaire s'y établit.
Pendant la Bataille de Waterloo, Hendrik de Fourneau, Comte de Kruikenburg (1785-1861) devint un ami personnel du Prince d'Orange. Le comte a soutenu Guillaume I pendant la révolution belge et est devenu plus tard lieutenant général aux Pays-Bas. Après la mort de son ami le roi Guillaume II des Pays-Bas en 1849, Hendrik de Fourneau est retourné à Ternat.
Au milieu du XIXe siècle, la ligne de chemin de fer vers Flandre orientale ne s'arrêtait pas à Asse mais à Ternat. Au milieu du XXe siècle, l'autoroute reliant Bruxelles à la côte a à nouveau une sortie sur Ternat et non sur Asse.
En 1976, Wambeek, Lombeek et Ternat sont à nouveau réunis après cent quatre-vingts ans de séparation grâce à la fusion des communes, mais cette fois-ci c'est Ternat et non plus Wambeek qui est le chef lieu communal.

## Patrimoine
- Château Cruykenbourg, acheté en 1380 par la famille T'Serclaes [3].
- Château De Mot, daté "Anno 1719": Maison communale de Ternat [4].

- Ferme carrée Hof te Vitseroel, reconnue patrimoine architectural depuis le 24 septembre 2009 [5].
- Moulin à eau d'Opalfene [6].

## Héraldique
|  | La commune possède des armoiries qui lui ont été octroyées le 28 septembre 1819 et à nouveau dans des couleurs différentes le 30 janvier 1840. Les armoiries actuelles ont été octroyées le 7 mai 1985. Ternat a été fondée en tant que village de l'Abbaye de Nivelles et fut pendant des siècles une possession de l'abbaye. Les anciennes armoiries de Ternat montrent ainsi l'image de Sainte Gertrude de Nivelles, patronne de l'abbaye et du village. Elles étaient celles des barons de Fourneau de Cruquenbourg, seigneurs du domaine de Cruykenbourg depuis 1562, auxquels appartenaient les municipalités de Lombeek-Sainte-Catherine, Ternat et Wambeek de la commune fusionnée de Ternat. En 1840, les couleurs ont été changées. Les nouvelles armoiries montrent le bouclier de Lombeek-Sainte-Catherine avec la patronne Sainte Gertrude, issue des armoiries anciennes. Blasonnement : D'azur billeté d'or, au chevron du même. L'écu placé devant une Sainte Gertrude d'or. - Délibération communale : 1 avril 1985 - Arrêté de l'exécutif de la communauté : 7 mai 1985 - Moniteur belge : 8 juillet 1986 Source du blasonnement : Heraldy of the World. |

## Démographie

### Démographie: Avant la fusion des communes
- Source: DGS recensements population

### Démographie: Commune fusionnée
En tenant compte des anciennes communes entraînées dans la fusion de communes de 1977, on peut dresser l'évolution suivante :
Les chiffres des années 1831 à 1970 tiennent compte des chiffres des anciennes communes fusionnées.
- Source: DGS , de 1831 à 1981=recensements population; à partir de 1990 = nombre d'habitants chaque 1 janvier[8]

## Politique

### Resultats des élections communales depuis 1976
| Parti                  | Parti                                                                    | 10-10-1976 | 10-10-1976 | 10-10-1982 | 10-10-1982 | 9-10-1988 | 9-10-1988 | 9-10-1994 | 9-10-1994 | 8-10-2000 | 8-10-2000 | 8-10-2006 | 8-10-2006 | 14-10-2012 | 14-10-2012 | 14-10-2018 | 14-10-2018 |
| Voix/Sièges            | Voix/Sièges                                                              | %          | 21         | %          | 23         | %         | 23        | %         | 23        | %         | 23        | %         | 23        | %          | 25         | %          | 25         |
| ---------------------- | ------------------------------------------------------------------------ | ---------- | ---------- | ---------- | ---------- | --------- | --------- | --------- | --------- | --------- | --------- | --------- | --------- | ---------- | ---------- | ---------- | ---------- |
|                        | LVB                                                                      | -          |            | -          |            | 70,97     | 17        | 55,33     | -         | 61,67     | 17        | 54,61     | 14        | 41,23      | 12         | -          |            |
|                        | CVP1 / CVP-JA2 / CD&V-N-VA-sp.a-GrasA / CD&V-Volks3                      | 43,091     | 9          | 31,441     | 8          | 29,031    | 6         | 22,781    | -         | 19,62     | 4         | 30,93A    | 7         | 28,473     | 8          | 31,13      | 9          |
|                        | CD&V-N-VA-sp.aA / N-VA Volt1 / N-VA2                                     | -          |            | -          |            | -         |           | -         |           | -         |           | 30,93A    | 7         | 17,81      | 4          | 17,12      | 5          |
|                        | SP-VUB / SP1 / GRAS2 / CD&V-N-VA-sp.a-GrasA / Sp.a Groen+C /sp.aGroenXLD | 25,22B     | 5          | 12,371     | 2          | -         |           | 21,312    | -         | 10,252    | 2         | 30,93A    | 7         | 8,69C      | 1          | 11,0D      | 2          |
|                        | SP-VUB / VU-CTLE                                                         | 25,22B     | 5          | 38,31E     | 10         | -         |           | -         |           | -         |           | -         |           | -          |            | -          |            |
|                        | CTL                                                                      | 31,7       | 7          | 38,31E     | 10         | -         |           | -         |           | -         |           | -         |           | -          |            | -          |            |
|                        | PVV1 / Open Vld +2                                                       | -          |            | 14,21      | 3          | -         |           | -         |           | -         |           | -         |           | -          |            | 10,22      | 2          |
|                        | Voor Ternat                                                              | -          |            | -          |            | -         |           | -         |           | -         |           | -         |           | -          |            | 25,6       | 7          |
|                        | Vlaams Belang                                                            | -          |            | -          |            | -         |           | -         |           | -         |           | 14,46     | 2         | 3,82       | 0          | 5,0        | 0          |
|                        | AGALEV                                                                   | -          |            | -          |            | -         |           | -         |           | 4,42      | 0         | -         |           | -          |            | -          |            |
| Autres(*)              | Autres(*)                                                                | -          |            | 3,68       | 0          | -         |           | 0,58      | 0         | 4,06      | 0         | -         |           | -          |            | -          |            |
| Total des votes        | Total des votes                                                          | 8211       | 8211       | 9094       | 9094       | 9774      | 9774      | 10279     | 10279     | 10712     | 10712     | 10670     | 10670     | 10946      | 10946      | 11465      | 11465      |
| Taux de participation  | Taux de participation                                                    |            |            |            |            | 97,14     | 97,14     | 96,07     | 96,07     | 94,88     | 94,88     |           |           | 93,97      | 93,97      | 95,6       | 95,6       |
| Votes blancs et nuls % | Votes blancs et nuls %                                                   | 2,29       | 2,29       | 2,68       | 2,68       | 3,82      | 3,82      | 3,65      | 3,65      | 4,75      | 4,75      | 3,51      | 3,51      | 2,29       | 2,29       | 2,8        | 2,8        |

Sources,

 (*) 1982: ANDERS / 1994: SD / 2000: V.B.T.
Les sièges de la majorité sont en gras. Le plus grand parti est en couleur.

## Personnalité liée à la commune
- Konrad Starke (1870-1911), artiste plasticien allemand y vécut.
- Marie Mulle (1874-1963), pédagogue belge du mouvement laïque, y est morte.

### Site externe
- (nl) Site de la commune